# تاريخ نظرية التحديث
يعرض هذا المقال تاريخ نظرية التحديث. ويشير التحديث إلى نموذج التحول التدريجي من المجتمع ما قبل الحديث أو التقليدي إلى المجتمع الحديث. وتفحص النظرية العوامل الداخلية لبلد ما، مع افتراض أنه يمكن للبلدان التقليدية، ومن خلال المساعدة، أن تتحرك نحو التطور بنفس الطريقة التي تتمتع بها البلدان المتطورة أو المتقدمة. وتحاول نظرية التحديث أن تتعرف على المتغيرات الاجتماعية التي تساهم في التقدم والتطور الاجتماعي للمجتمعات، وتسعى إلى تفسير عمليات التطور الاجتماعي. وتُعد نظرية التحديث من الموضوعات المطروحة للنقد، المُقدَم من إيديولوجيات الاشتراكية والسوق الحرة ومُنظري النظم العالمية، ومُنظري العولمة وأيضًا مُنظري التبعية. ولا تركز نظرية التحديث على عملية التغير فقط، ولكن على ردود الأفعال تجاه هذا التغير أيضًا. وتفحص أيضًا الديناميات الداخلية، مع الإشارة إلى البنيات الاجتماعية والثقافية والتأقلم مع التكنولوجيات الجديدة.

## الصياغات المبكرة للنظرية

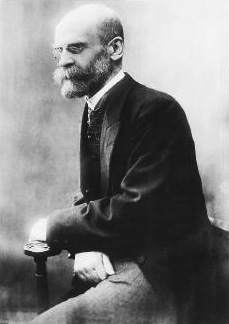
إميل دوركايم

يمكن العودة بالمبادئ الأساسية لنظرية التحديث، إلى فكرة التقدم، والتي انبثقت في القرن الثامن عشر خلال عصر التنوير، مع الفكرة القائلة بإن الناس أنفسهم يمكنهم تطوير وتغيير مجتمعهم. شارك الفيلسوف الفرنسي ماركيز دو كوندرسيه في التأصيل للنظرية عن طريق الفكرة القائلة أن التغيرات الاقتصادية والتقدم التكنولوجي من شأنهم إحداث تغيير على مستوى القيم الثقافية والأخلاقية. كان كوندرسيه هو أول من ربط بين الاقتصاد وبين التطور الاجتماعي، وأشار إلى أنه من الممكن وجود تقدم ونمو مستمر في الشؤون البشرية. ويقتضي منطق تلك الرؤية أن التغيرات والتطورات الجديدة في حاجة إلى المواكبة المستمرة للعالم المتغير دائمًا. وأيّد كوندرسيه علاوة على ذلك، اعتبارَ أن التقدم التكنولوجي بمثابة وسائل تمنح الناس مزيدًا من السيطرة على بيئاتهم، بحجة أن التقدم التكنولوجي سوف يدفع أخيرًا نحو التقدم الاجتماعي.
طوّر عالم الاجتماع الفرنسي إيميل دوركايم مفهوم الوظيفية، بالإضافة إلى مفاهيم البنية الاجتماعية وتطور المجتمعات، إذ يركز هذا المفهوم على الاعتماد المتبادل بين مؤسسات المجتمع وتداخلها من أجل الحفاظ على الوحدة الاجتماعية والثقافية. ويقدم في عمله الأكثر شهرة (تقسيم العمل في المجتمع) وصفًا لآليات تدعيم النظام الاجتماعي والطرق التي يمكن للمجتمعات البدائية من خلالها، أن تُحدْث تحولًا وتقترب أكثر من المجتمعات الصناعية المتقدمة اقتصاديًا. واقترح دوركايم أن المجتمع الرأسمالي ذو التقسيم المعقد للعمل، في حاجة إلى تنظيم اقتصادي من أجل الحفاظ على النظام. وأكد على أن التحول الكبير من نظام المجتمع البدائي إلى المجتمع الصناعي الأكثر تقدمًا، قد يؤدي من ناحية أخرى إلى حدوث أزمة واضطراب. علاوة على ذلك، توسع دوركايم في فكرة التطور الاجتماعي، والتي صاغها هربرت سبنسر، إذ تشير إلى كيفية تطور المجتمعات والثقافات عبر الزمن؛ وبالنسبة إلى دوركايم فإن التطور الاجتماعي يشبه التطور البيولوجي مع الإشارة إلى تطور مكوناته. وتتقدم المجتمعات كما هو الحال في الكائنات والأنواع الحية، عبر مستويات متعددة، إذ تبدأ بشكل عام من مستوى بسيط وتتطور نحو مستوى أكثر تعقيدًا في التنظيم. وتتكيف المجتمعات مع البيئة المحيطة، ولكنها تتفاعل أيضًا مع المجتمعات الأخرى والتي تساهم بشكل أكبر في التقدم والتطور. وانطلق علم الاجتماع الحديث في جانب منه، بوصفه رد فعل على المشكلات المرتبطة بالحداثة، مثل التصنيع وعملية العقلنة.
برزت نظرية التحديث بشكل أكبر في أواخر القرن التاسع عشر، وكانت منتشرة بوجه خاص بين الباحثين في منتصف القرن العشرين. ويعد عالم الاجتماع تالكوت بارسونز من جامعة هارفارد واحدًا من أبرز المدافعين عنها، فيرى كتاب (أفندية المستقبل 2003) أنه ركز على أهمية إبقاء المجتمعات منفتحة على التغير، ونظر إلى القوى الرجعية بوصفها عائقًا أمام التطور. واعتقد أن الحفاظ على التراث من أجل التراث نفسه، هو أمر ضار بالتقدم والتطور. ويميل أنصار نظرية التحديث إلى الانقسام لمعسكرين، متفائلين ومتشائمين. ويرى الرأي السابق أن ما يعتبره البعض إخفاقًا بالنسبة للنظرية (مثل أحداث الثورة الإيرانية أو استمرار عدم الاستقرار في جمهورية الكونغو الديمقراطية) يكون دائمًا إخفاقًا مؤقتًا في طريق التقدم. ويُحاجج المتشائمون بأن بعض مناطق العالم التي لم يصلها التحديث ليس لديها القدرة على أن تصبح حديثة.
وقدّم عالم الاجتماع الشهير ماكس فيبر إسهامات هامة أيضًا في نظرية التطوير. فكان مفهوم فيبر عن العقلنة من المفاهيم التي اعتنقها هؤلاء الذين يرون في نمو العقلانية، العامل الأهم الذي يقوم عليه التحديث بوصفه قيمة جوهرية. وتدل العقلانية عادة، على المنطق المتاح عالميًا والداعم للفكر والتداول في مجتمع معين. ويعتبر معظم المُنظرين أن العقلنة أمر لا غنى عنه بالنسبة لعملية التحديث. فتسمح العقلانية للناس أن يفكروا بطرق جديدة ومبتكرة؛ ومن ثمّ فإن الابتكار هو حليف التحديث.

## المساهمون
يُعد والت ويتمان روستو من بين هؤلاء الأكاديميين الذين ساهموا كثيرًا في تلك النظرية، فيركز في كتابه (مراحل النمو الاقتصادي: بيان غير شيوعي) عام 1960 على جانب النظام الاقتصادي للتحديث، محاولًا الكشف عن العوامل المطلوبة لوصول بلد ما إلى مسار التحديث، وفقًا لنموذج روستو للنهضة. وركز دافيد أبتر على النظام السياسي وتاريخ الديمقراطية، إذ بحث العلاقة بين الديمقراطية والحكم الرشيد والكفاءة والتحديث. وحاجج سيمور مارتن ليبسيت في كتابه (بعض المقتضيات الاجتماعية للديمقراطية) عام 1959 أن التطور الاقتصادي يبدأ من سلسلة من التغيرات الاجتماعية العميقة التي تميل معًا إلى إنتاج الديمقراطية. وبحث دافيد ماكليلاند في كتابه (المجتمع المتحقق) عام 1967 هذا الموضوع من منظور سيكولوجي، من خلال نظريته في الدوافع، إذ يُحاجج بأنه لا يمكن للتحديث أن يتم إلا عندما يُقدر ذلك المجتمع قيمة الابتكار والسعي نحو التقدم وروح المبادرة. وينشئ أليكس إنكيليز بشكل مشابه في كتابه (التحول نحو الحديث) عام 1974 نموذجًا للشخصية الحديثة، والتي تحتاج إلى أن تكون مستقلة ونشطة ومهتمة بالسياسات العامة والشؤون الثقافية، ومنفتحة على التجارب الجديدة، وتتسم بالعقلانية وقدرتها على إنشاء خطط بعيدة المدى من أجل المستقبل. ويفسر إدوارد سعيد التحديث في كتابه (الاستشراق) عام 1978 من وجهة نظر المجتمعات التي تحولت بشكل سريع وجذري.

## دراسات حالة

### الولايات المتحدة
كان التقدميون في الولايات المتحدة خلال أوائل القرن العشرين من المتعطشين للتحديث. فآمنوا بالعلم والتكنولوجيا والخبرات –والتعليم على وجه التحديد- بوصفهم العلاجات الكبرى لضعف المجتمع. وتضمنت خصائص النزعة التقدمية على موقف مناسب تجاه المجتمع الصناعي المتحضر، فآمنت بقدرة الجنس البشري على تحسين البيئة وظروف الحياة، وآمنت بضرورة التدخل في الشؤون الاجتماعية والاقتصادية، وآمنت بقدرة الخبراء وفي كفاءة التدخل الحكومي.
وكان بول مونرو، أستاذ التاريخ في جامعة كولومبيا، واحدًا من أعضاء لجنة الاستقصاء –وهو فريق من الخبراء الأمريكيين في مؤتمر باريس للسلام في عام 1919. فاستمد من تجربته في الفلبين أن يُقدر الاحتياجات التعليمية للمناطق النامية مثل ألبانيا وتركيا ووسط أفريقيا. ويقدم التنمية التعليمية بوصفها الوسيلة الفعالة لبناء الدولة والتنمية الاقتصادية والاجتماعية، وأوصى مونرو بتطبيق منهاج دراسي تقدمي –مع التأكيد على التدريب العملي للمدرسين والكبار- في نظام التعليم الوطني، بوصفه أساسًا للتنمية الذاتية، باستثناء الأمر في أفريقيا. وشكّل منهجه التعاون الأمريكي مع البلدان النامية في عشرينيات القرن الماضي ومجهودات التحديث خلال فترة العشرينيات والثلاثينيات من القرن العشرين.

### فرنسا في القرن التاسع عشر
تتبع المؤرخ يوجين ويبر تحديث القرى الفرنسية، في كتابه الأساسي (الفلاحون الفرنسيون: تحديث فرنسا الريفية 1880 – 1914) في عام 1976، وحاجج بأن تحول فرنسا الريفية من التخلف والعزلة نحو الحديث وامتلاك شعور بالقومية الفرنسية، قد تم خلال أواخر القرن التاسع عشر وأوائل القرن العشرين. وأكد على الأدوار التي لعبتها السكك الحديدية والمدارس الجمهورية والتجنيد العسكري الشامل. وبنى استنتاجاته التي توصل إليها على السجلات المدرسية وأشكال الهجرة ووثائق الخدمة العسكرية والتوجهات الاقتصادية. وحاجج فيبر بأن الشعور بالقومية الفرنسية كان ضعيفًا في الأقاليم حتى عام 1900 أو نحو ذلك. ودرس فيبر بعدها الكيفية التي خلقت بها سياسات الجمهورية الثالثة، شعورًا بالقومية الفرنسية في المناطق القروية. وكان الكتاب موضعًا للإشادة على نطاق واسع، ولكن انتقده البعض ممن يرون أن الشعور بالقومية الفرنسية كان موجودًا في الأقاليم قبل عام 1870.

### اليونان
جاءت قوة التحديث إلى المجتمع اليوناني فيما بعد الحرب الأهلية، بوصفها نتيجة في المقام الأول للاستراتيجية الأوروبية والأمريكية الجيوسياسية بالنسبة لمنطقة شرق البحر المتوسط. ويجب على اليونان أن تكون دولة رأسمالية حديثة لمواجهة قرب العديد من بلدان الكتلة الشرقية والعالم الثالث والحركة الشيوعية الوطنية القوية. وحدثت -وفقًا لمبدأ ترومان ومع دعم النخب المحلية- طفرة اقتصادية كبيرة للأمام، جنبًا إلى جنب مع القمع الشديد الذي أدى إلى انقلاب 1967. وغطى هذا التغير الدرامي الجانب الثقافي الذي كان موجودًا منذ القدم في الوسط الأكاديمي اليوناني، مع مقارنة اليوناني الجديد والحديث مع الهويات القديمة والتقليدية. وتأثرت الموسيقا والفن والسينما بأصحاب التوجهات الأمريكية والأوروبية التي حققت نجاحًا، وحتى الحدث الكبير عام 1967 في مواجهة السلطوية والبنيات العسكرية التقليدية وشبه العسكرية. ويعتبر هذا البعد ذا أهمية لأنه يكشف عن عملية التحديث وفقًا للتوجيهات الغربية في جميع المستويات الاجتماعية، والتي تأتي في الحقيقة مناقضة للتوجيهات السياسية لنفس المصدر.

### آسيا
ركزت العديد من دراسات التحديث على تاريخ اليابان في أواخر القرن التاسع عشر، وتاريخ الصين والهند في أواخر القرن العشرين. فبُحث على سبيل المثال، عملية اقتباس العلوم والتكنولوجيا من الغرب.